# بلدة بارتلو (مقاطعة هنري)
بلدة بارتلو هي إحدى البلدات الثلاثة عشر في مقاطعة هنري، أوهايو، الولايات المتحدة. اعتبارًا من تعداد عام 2010، كان عدد السكان 2,367 شخصًا.

## روابط خارجية
- موقع المقاطعة